# Hao Junmin
Dans ce nom chinois, le nom de famille, Hao, précède le nom personnel.
Hao Junmin (en chinois : 蒿俊闵) (né le 24 mars 1987, à Wuhan, dans la province du Hebei) est un footballeur chinois qui joue actuellement pour le Wuhan Zall FC.

## Biographie
Hao Junmin commencera sa carrière de footballeur professionnel à Tianjin Kangshifu au cours de la saison 2004 Super Ligue Chinoise quand il fait ses débuts dans le championnat le 15 septembre 2004 à l'encontre du Liaoning Zhongyu sur une victoire 2-0. Il a ensuite été suivi par son premier but en championnat sur 28 novembre 2004, contre Liaoning Zhongyu une fois de plus sur une victoire de 5-1. La saison suivante, il se place en tant que régulière pour la renommée FC Tianjin Teda équipe et les a aidés à une quatrième place à la fin de la saison. Ce n'a pas seulement vu son importance pour l'équipe, mais les saisons suivantes ne vois personnellement lieu vers la prédominance quand il gagnerait la Fédération chinoise de football Young Player of the Year en 2006 puis en 2007, ainsi. Son talent serait alors commencer à briller quand il a aidé Tianjin Teda pour terminer assez élevé pour qu'elles puissent entrer dans leur compétition Champions League AFC première durant la saison 2008 de la ligue.
Le 22 janvier 2010, la prédominance de droite à gauche le milieu de terrain Tianjin Teda à signer avec club allemand du FC Schalke 04  et a joué à ses débuts quelques secondes, le 6 mars 2010 contre l'Eintracht Francfort. Hao est aussi le premier Chinois dans l'histoire du FC Schalke 04.

## Sources
- (en) Cet article est partiellement ou en totalité issu de l’article de Wikipédia en anglais intitulé « Hao Junmin » (voir la liste des auteurs).